# Roknolmolk-Moschee
Die Roknolmolk-Moschee (persisch مسجد رکن الملک [mæsd͡ʒɛd ɛ ɾocnolmolc]) ist eine historische Moschee in Isfahan, Iran.
Die Moschee wurde in der Kadscharen-Ära erbaut und befindet sich in der Nachbarschaft des Tacht-e-Fulad. Die Moschee wurde von Mirza Soleyman Chan Schirazi „Roknolmolk“, einer prominenten Persönlichkeit seiner Zeit  in Isfahan, errichtet. Das Portal der Moschee ist mit  Gemälden und Gedichte von Roknolmolk verziert.